# Centrale a carbone

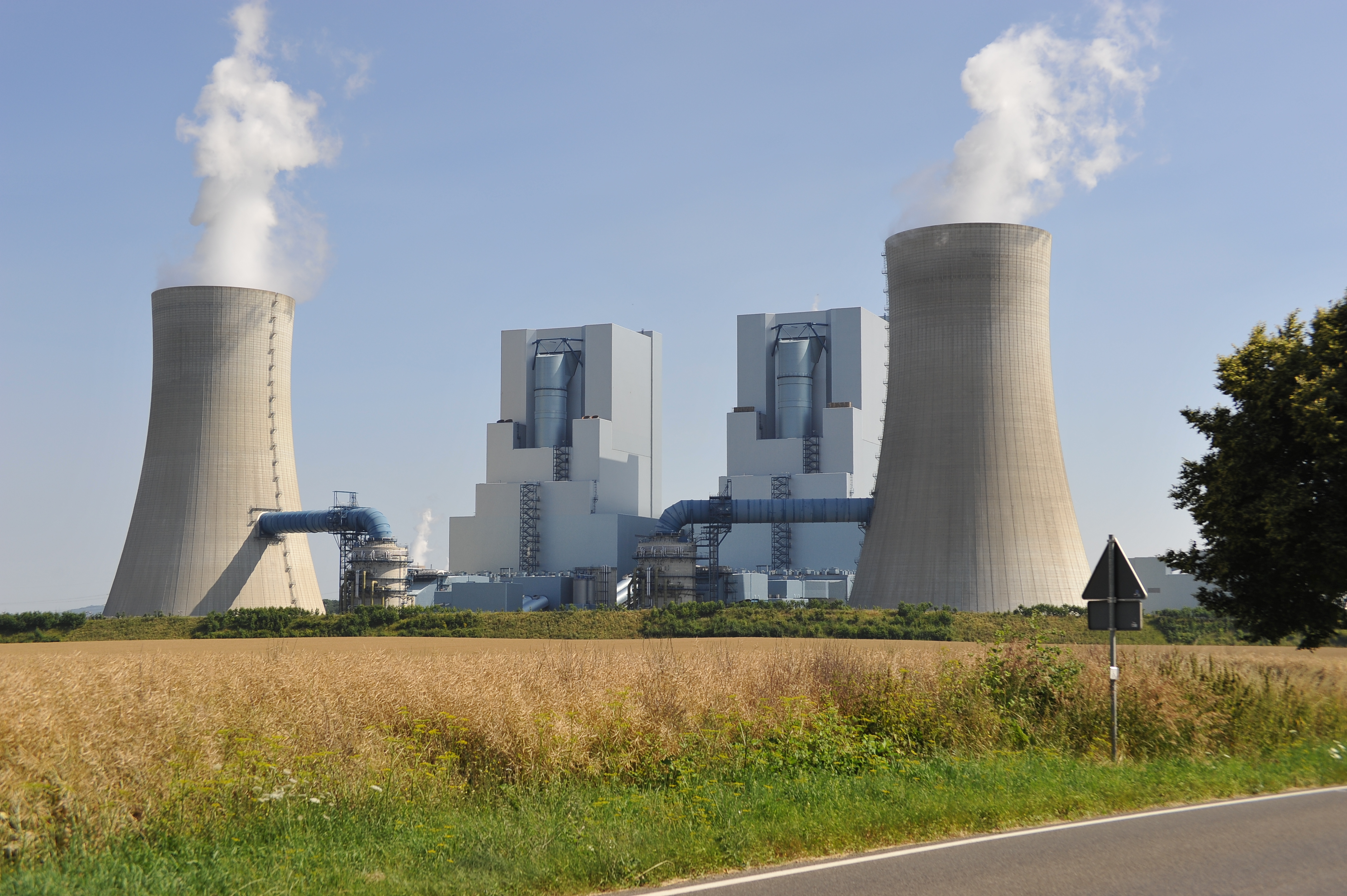
La centrale a carbone di Neurath in Germania

Una centrale a carbone è una centrale termoelettrica che brucia carbone per generare energia elettrica. A livello globale sono presenti oltre 2400 centrali a carbone per un totale di oltre 2000 GW di capacità installata. Il carbone consente di generare circa un terzo dell'energia elettrica prodotta a livello mondiale, ma è causa di molte malattie e morti precoci dovute principalmente all'inquinamento atmosferico.
In una centrale di questo tipo generalmente il carbone viene prima polverizzato e in seguito bruciato in un'apposita caldaia. Il calore della fornace converte l'acqua bollente in vapore, che viene quindi utilizzato per mettere in moto una turbina collegata all'alternatore di un generatore elettrico. In questo modo l'energia chimica del carbone è convertita prima in energia termica, in energia meccanica e quindi in energia elettrica.
Le centrali a carbone emettono ogni anno oltre 10 Gt di anidride carbonica, costituendo circa un quinto delle emissioni di gas serra a livello globale sono prese singolarmente, la prima causa del cambiamento climatico. Oltre la metà dell'energia prodotta dalle centrali a carbone è localizzata in Cina. A partire dal 2020 la quantità di centrali a carbone ha iniziato una progressiva diminuzione, grazie alle dismissioni avvenute in Europa e America, ma nonostante vengano ancora costruite in Asia. Il segretario generale dell'ONU ha detto che i paesi OCSE dovrebbero chiudere le centrali a carbone entro il 2030 e il resto del mondo entro il 2040.

## Descrizione

Components of a coal-fired power station

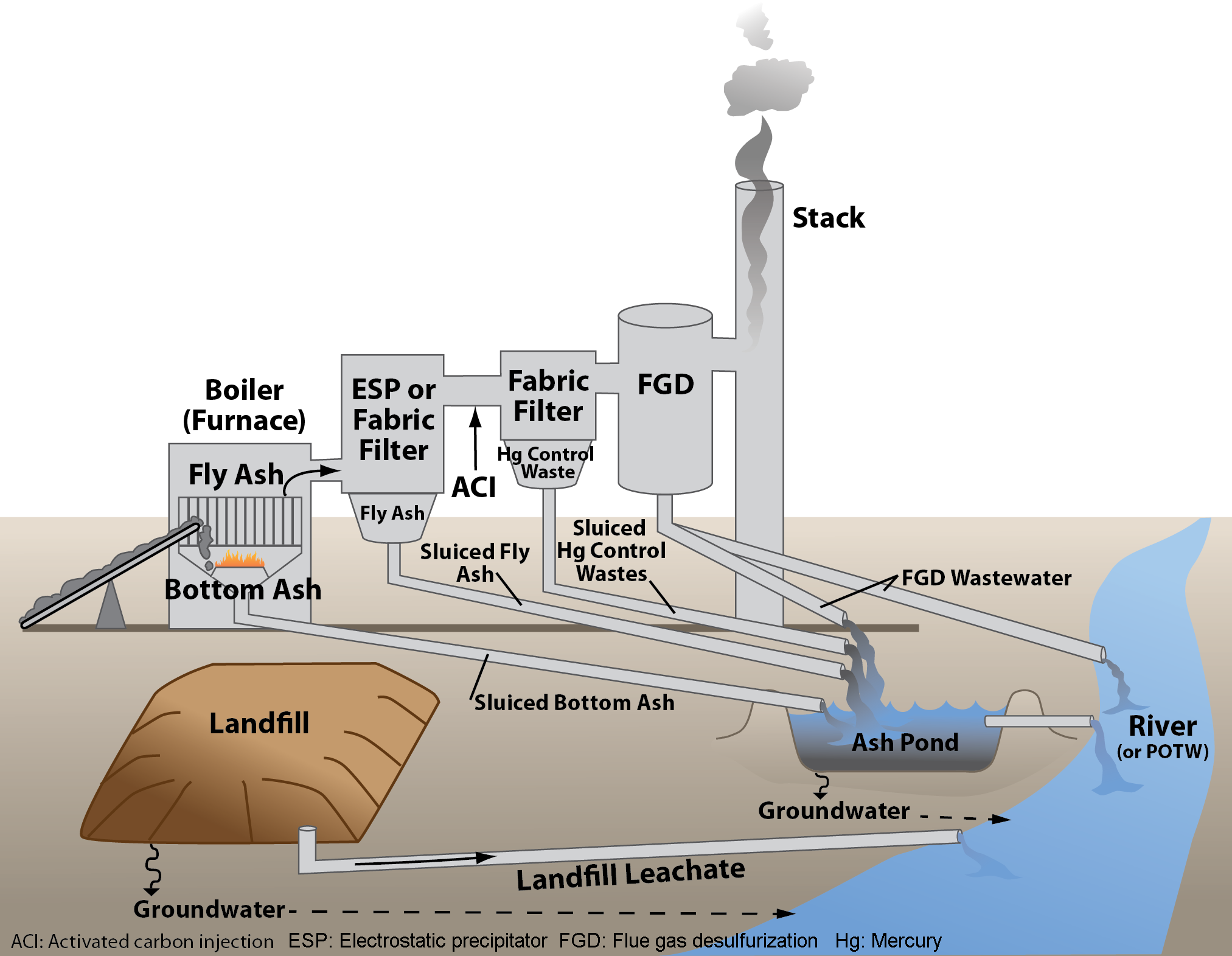
Coal power plant wastestreams

### Trasporto del carbone
Il trasporto del carbone verso le centrali avviene tramite camion, treni, navi cargo o carbodotto. Spesso le centrali sono realizzate nei pressi delle miniere (specialmente quelle alimentate a lignite) a causa della bassa densità energetica del carbone, che si traduce in alti costi di trasporto. Per questo motivo molte di queste lo ricevono attraverso grandi autocarri o lunghi nastri trasportatori alla capacità di trasportare 4000 t/h. A un treno dedicato al trasporto del carbone può essere lungo anche 2 km, essere formato da 130-140 vagoni contenti circa 100 t di carbone ciascuno. Questa enorme quantità di carbone è generalmente consumata da un grande impianto in un giorno, e nei giorni di massima richiesta alcuni impianti possono ricevere dai tre a cinque treni al giorno. Nel caso del trasporto navale, una nave cargo può contenere 40000 t di carbone, che una volta scaricato può essere trasportato verso la centrale tramite treni o chiatte fluviali.

### Combustione del carbone
Per poter essere impiegato il carbone deve essere prima sbriciolato in pezzi lunghi circa 5 cm. Nella maggior parte delle centrali il carbone viene poi finemente polverizzato e preriscaldato al fine di eliminare l'umidità residua. La tipologia di fornace installata nella centrale varia in funzione della tipologia di carbone impiegato. Gli impianti alimentati a polvere di lignite, un carbone molto umido e di bassa densità energetica, dispongono di fornaci di dimensioni maggiori rispetto alle centrali alimentate ad antracite e dotate di ampie ventole di tiraggio. All'interno della fornace la polvere di lignite è poi iniettata insieme a gas caldi provenienti dall'uscita della fornace e quindi bruciata Gli impianti che non polverizzano il carbone lo bruciano in specifiche fornaci a cliclone.

### Raccolta delle ceneri
La cenere volante contenuta nei gas di scarico di una centrale a carbone è catturata e rimossa attraverso precipitatori elettrostatici o filtri a maniche posti all'uscita della fornace e prima dei ventilatori a tiraggio indotto. La cenere raccolta viene poi rimossa da tramogge e pneumaticamente trasportata in silos o bacini di stoccaggio. La cenere che si accumula sul fondo della fornace invece viene rimossa da tramogge contenenti acqua necessarie a ridurne la temperatura e poi convogliata in bacini di raccolta.

## Prestazioni

### Potenza e rendimento
Le centrali a carbone di maggiore dimensione hanno una potenza compresa tra i 3,0 GW e i 6,7 GW. In funzione del rendimento le centrali a carbone si suddividono in sottocritiche, supercritiche. Le centrali sottocritiche hanno un rendimento inferiore rispetto alle supercritiche, ma tramite interventi di rinnovamento queste possono raggiungere un'efficienza analoga a quella degli impianti supercritici. Un'efficienza ancora maggiore è poi ottenuta dalle centrali a carbone a gassificazione, in questi impianti il carbone viene trasformato in gas di sintesi consentendo così la cogenerazione e l'impiego di generatori a ciclo combinato. Questa tecnologia inoltre diminuisce la quantità di fumi inquinanti, ma risulta essere economicamente svantaggiosa rispetto alle centrali che bruciano direttamente il combustibile.

### Flessibilità e fattore di capacità
La flessibilità delle centrali a carbone è bassa se rapportata alle centrali a gas, il loro avvio infatti è lento e particolarmente costoso. Non riuscendo a inseguire il carico questi impianti sono impiegati principalmente per soddisfare il carico di base. Per questa ragione il fattore di capacità è generalmente alto e compreso tra il 40% e il 60%.

### Sostenibilità economica
Gli impianti a carbone sono molto costosi da mantenere, pertanto ricevono spesso sussidi statali, nel 2020 a livello globale l'industria del carbone ha ricevuto 18 miliardi di dollari di sussidi. A causa del cambiamento climatico inoltre le centrali a carbone hanno un valore in costante declino.

## Diffusione

Mappa che mostra la percentuale di energia elettrica proveniente dal carbone per ogni stato

Nel 2020 ben il 34% dell'energia elettrica a livello globale è stata generata dalla combustione del carbone, rendendola così la sorgente più diffusa, in particolare oltre la metà di questa energia è stata prodotta dalla Cina. Il carbone copre il 60% della domanda di elettricità di Cina, India e Indonesia. I due terzi del carbone estratto sono impiegati per generare elettricità. Nel 2020 erano installati 2059 GW di potenza elettrica generata dal carbone.

## Impatto ambientale

### Emissioni di anidride carbonica
L'emissione di anidride carbonica da parte delle centrali a carbone è estremamente elevata se confrontata a quella delle altre centrali elettriche. Nel 2018 la combustione del carbone per la produzione di energia elettrica ha emesso oltre 10 Gt di anidride carbonica, circa un terzo delle 34 Gt emesse dalla combustione dei combustibili fossili e circa un quinto rispetto alle 55 Gt di emissioni complessive.
Per ridurre le emissioni di anidride carbonica di una centrale a carbone è possibile bruciare il carbone con ammoniaca ottenuta da fonti a zero emissioni. Un progetto di questo tipo è iniziato in Giappone nel giugno 2021 per rendere questa tecnologia utilizzabile su scala commerciale. Per diminuire le emissioni è anche possibile abbinare alle centrali costosi impianti di cattura dell'anidride carbonica, che però riducono l'energia elettrica immessa in rete dalla centrale risultando così un'opzione finanziariamente non sostenibile. Le centrali a carbone inoltre possono essere convertite per bruciare biomasse o rifiuti. Per contrastare il cambiamento climatico la produzione di energia elettrica da carbone è a livello globale in costante diminuzione.

### Inquinamento atmosferico

Tasso di mortalità del carbone per terawattora rispetto alle altre fonti energetiche

Le centrali a carbone hanno pesanti effetti sull'inquinamento atmosferico emettendo particolato, anidride solforosa, ossidi di azoto e mercurio. Le morti premature dovuti alle centrali a carbone sono stimate in 200 per gigawatt all'anno, e potrebbero essere anche superiori nei centri abitati nei pressi delle centrali. L'anidride solforosa emessa è causa delle piogge acide, e oltre la metà del mercurio presente in atmosfera è dovuto alla combustione del carbone.

### Inquinamento idrico
Nonostante i bacini di raccolta delle ceneri riducano l'inquinamento atmosferico è possibile che questi provochino inquinamento idrico e ambientale. In questi bacini si raccolgono infatti pericolosi metalli pesanti quali: arsenico, stagno, mercurio, selenio, cromo e cadmio. Questi inquinanti è possibile che sfuggano dai bacini di raccolta contaminando le falde acquifere o bacini idrici di superficie per decine o centinaia di anni. Il mercurio in particolare può essere convertito dai batteri in metilmercurio ed entrare nella catena alimentare, raggiungendo livelli allarmanti nei pesci. Per limitare questo problema è possibile riutilizzare le ceneri all'interno di materiali edilizi.